# Finland op de Melodi Grand Prix Nordic
Finland debuteerde pas in 2007.
In 2007 werden Sister Twister en Linn gestuurd naar Noorwegen. Sister Twister haalde het van Linn en mocht zodoende Finland vertegenwoordigen in de Super-finale, waar ze laatste werden.
In 2008 werden Big Bang! en Footboys uitgekozen om Finland in Denemarken te vertegenwoordigen. De Footboys haalden de Super-finale en werden daarin laatste.
In 2009 werden Amanda en The black white boys naar Zweden gestuurd. Amanda haalde finale waarin zij derde (en dus gedeeld laatste) werd.
Sinds 2010 wordt de Melodi Grand Prix Nordic niet meer gehouden.

## Finse deelnames
| Jaar | Artiest              | Lied                | Plaats | Punten | Taal   |
| ---- | -------------------- | ------------------- | ------ | ------ | ------ |
| 2007 | Sister Twister       | Fröken perfekt      | 4      | 6.545  | Zweeds |
| 2007 | Linn                 | En liten önskan     | X      | X      | Zweeds |
| 2008 | Footboys             | Fotboll             | 4      | 70     | Zweeds |
| 2008 | Big Bang!            | Här är vi           | X      | X      | Zweeds |
| 2009 | Amanda               | Jag vill leva       | 3      | 20     | Zweeds |
| 2009 | The black white boys | Kommer du ihåg mig? | X      | X      | Zweeds |

2002 · 2006 · 2007 · 2008 · 2009
Denemarken · Finland · Noorwegen · Zweden